# 风卷残云
风卷残云（英語：Kung Fu Strike: The Warriors Rise）是上海秋千软件科技有限公司研发的一款格斗游戏。 

## 剧情
《风卷残云》中的玩家扮演一位被流放边疆的王子–罗劲，由于国家的连年战事，罗被封为将军并召回故土帮助平定纷争。罗劲因此卷入一连串的事件中，在游戏里，玩家会遇到各种各样的武林高手。